# Svenstrup (Favrskov)
Svenstrup is een plaats in de Deense regio Midden-Jutland, gemeente Favrskov, en telt 216 inwoners (2007).